# An Spidéal

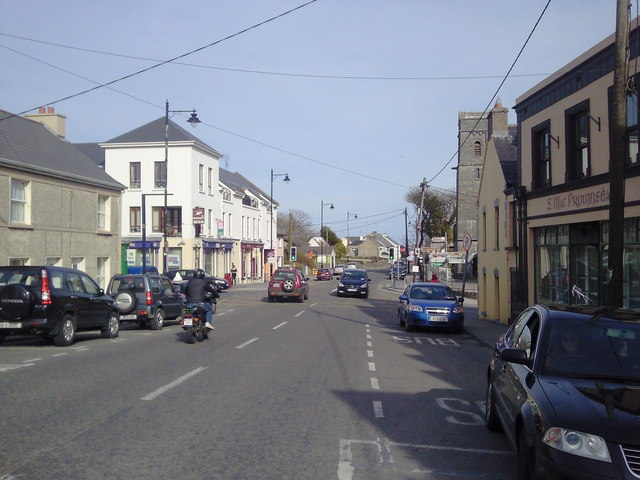
Rua principal de Spiddal

An Spidéal (Spiddal em inglês) é um povoado da Irlanda e é situada no condado de Galway. Possui 1.356 habitantes. O irlandés é a língua principal da An Spidéal, fazendo do povoado uma Gaeltacht.